# 論人的責任
《論人的責任》（意大利語：Doveri dell'uomo），19世紀意大利統一運動人物馬志尼於1860年著成。馬志尼撰寫此書時，意大利正漸次地歸於薩丁尼亞王國的統治，其寫作目的則是希望意大利民眾達到自身的解放，爭取更佳生活條件，以及讓人民爭取共和制。

## 本書的編撰

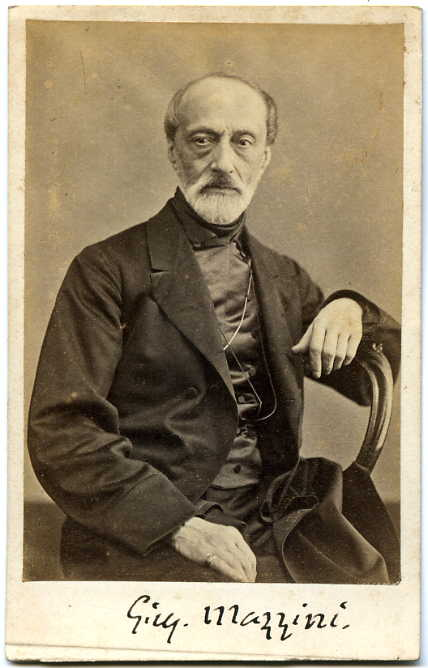
《論人的責任》作者馬志尼

《論人的責任》的編寫，與馬志尼的政治際遇有關。1849年，由馬志尼領導的羅馬共和國敗亡後，便前往瑞士、英國等地，到暮年才返回意大利。本書是他於1860年4月23日返意不久後寫成的。當時，意大利統一運動基本上轉移到實行君主制的薩丁尼亞手中，而這與馬志尼的共和理念是背道而馳的。據學者托馬斯·格溫·瓊斯所說，馬志尼曾一再表示他把國家的統一放於首位，其次才是共和政體，但馬志尼發現自己很難信守自己作出的認定。 因此，馬志尼在本書的引言《致意大利工人階級》裡提到，意大利人民應該完成一項使命，這項使命是「涉及為了全體人民的利益，爭取共和制的發展並涉及你們自身的解放」。
與此同時，馬志尼在書中強調人們願意承擔責任比接受權利重要，在書中提到：「講權利的人和講責任的人之間的區別，就前者來說，一旦獲得了個人的權利，便失去了動力，再也不想繼續努力了；而後者的工作只有到生命結束時才會停止。」

## 內容
- 《致意大利工人階級》（為本書的引言）（Indice）[4]
- 第一章《致意大利工人》（Agli operai italiani）[5]
- 第二章《上帝》（Dio）[6]
- 第三章《法則》（La Legge）[7]
- 第四章《對人類的責任》（Doveri verso l'umanità）[8]
- 第五章《對國家的責任》（Doveri verso la Patria）[9]
- 第六章《對家庭的責任》（Doveri verso la famiglia）[10]
- 第七章《對自己的責任》（Doveri verso se stesso）[11]
- 第八章《自由》（Libertà）[12]
- 第九章《教育》（Educazione）[13]
- 第十章《聯合──進步》（Associazione - Progresso）[14]
- 第十一章《經濟問題》（Questione economica）[15]
- 第十二章《總論》（CONCHIUSIONE）[16]

## 評價
在中國大陸，本書及馬志尼思想，由於集中地表達了對意大利獨立與統一的願望，因此被稱為「具有一定的歷史進步意義」。而且他強調人們對家庭、國家乃至全人類的責任，因而被視為「在今天仍不失其道啟示作用」。

## 外部連結
- （中文）.   [2008-08-22]. （原始内容存档于2016-03-06）.